# Нива-2 (Вінниця)
«Ни́ва-2» (назва у 1960-х — «Локомотив-д», у 1999/2000 — «Нива») — український футбольний клуб з міста Вінниці, фарм-клуб вінницької «Ниви». Заснований у 1965 році для виступів у турнірі дублерів другої групи класу «А» чемпіонату СРСР. За часів незалежності двічі виступав у другій лізі: у сезоні 1999/2000 команда посіла останнє місце в групі «А» та втратила професіональний статус, а в сезоні 2005/2006 команда знялася зі змагань в групі «Б» після першого туру. Відтоді час від часу виступає в чемпіонаті Вінницької області та інших аматорських змаганнях.

## Назви
- 1965—1969: «Локомотив-д»
- 1995—1999: «Нива-2»
- 1999—2000: «Нива»
- 2000—2003: ФК «Вінниця-2»
- 2003—2005: «Нива-2»
- 2007—2008: «Нива-Світанок-2»
- 2008—2009: «Нива-2»
- 2019: «ЕМС-Поділля-Нива-2»
- 2019—…: «Нива-2»

## Історія
Команда була створена 1965 року під назвою «Локомотив-д» для виступів у турнірах дублерів. З виходом у сезоні 1964 вінницької «Ниви» (яка тоді мала назву «Локомотив») до другої групи класу «А» (другої за силою ліги) виникла потреба утворити другу команду, оскільки на той час у другій групі класу «А» поряд з турнірами для основних складів проводилися також змагання серед дублерів. Дебют «Локомотива-д» відбувся в сезоні 1965, коли команда посіла 6-те місце з 16 команд своєї підгрупи. Цей результат став найкращим досягненням команди за радянських часів: у 1966—1968 роках вінничани посідали місця у нижній частині турнірної таблиці. У сезоні 1969 року турнір дублерів проводився лише в першій групі класу «А» (найвищій лізі), відтак «Локомотив-д» припинив виступи в національних змаганнях.
Зі здобуттям Україною незалежності «Нива» знову отримала другу команду: фарм-клубом «Ниви» став вінницький «Хімік», який виступав під назвою «Хімік-Нива-2». У 1995 році «Хімік» та «Нива-2» заявилися окремо до чемпіонату Вінницької області, що ознаменувало перший виступ «Ниви-2» в незалежній Україні як окремої команди. Втім, уже наступного року замість «Ниви-2» знову був створений фарм-клуб: ним стала «Нива» (Бершадь).
Уперше про створення другої професіональної команди керівництво «Ниви» заявило наприкінці 1998 року, коли вирішило сформувати чітку структуру «ДЮСШ — інтернат — фарм-клуб — основна команда». У квітні 1999 року «Нива» змінила назву на ФК «Вінниця», і вже влітку фарм-клуб був заявлений до другої ліги під назвою «Нива». Тренером нової команди став Юрій Ковба.
На професіональному рівні «Нива» дебютувала 2 серпня 1999 року у виїзному матчі проти «Буковини» (поразка 1:0), а в наступному турі команда здобула перше очко (8 серпня, домашня нічия 0:0 в матчі проти «Цементника-Хорди» з Миколаєва на Львівщині). Ще за тиждень, 14 серпня, вінничани забили перший гол (Володимир Сизончик, виїзна поразка 4:1 від «Газовика»), а в четвертому турі «Нива» здобула першу перемогу (22 серпня, домашня перемога 2:0 над «Динамо-3»). 18 серпня команда мала стартувати в 1/32 фіналу Кубку другої ліги, однак рівненський «Верес» не з'явився на матч, і «Нива» автоматично пройшла до наступного етапу. В 1/16 фіналу вінничани припинили боротьбу, поступившись малинському «Папірнику» (0:0 вдома та 2:1 на виїзді). У зимове міжсезоння через невдалі виступи як друголігової «Ниви», так і першолігової «Вінниці» ставилася під сумнів доцільність існування двох команд майстрів. За підсумками сезону «Нива» виграла лише в трьох матчах другої ліги, набрала 16 очок у 30 матчах чемпіонату та посіла останнє місце в групі «А», втративши професіональний статус.
Під назвою ФК «Вінниця-2» команда повернулася до виступів на обласному рівні. У сезоні 2002/03 виграла кубок Вінницької області та здобула бронзові медалі обласного чемпіонату. Змінивши назву на «Нива-2», в сезоні 2003/04 друга вінницька команда знову стала третьою в обласному чемпіонаті, а от наступного сезону була лише дев'ятою з 13 команд.
У 2005 році команда знову з'явилася на професіональному рівні: влітку «Нива-2» була заявлена до другої ліги (група «Б») чемпіонату України. Однак того ж літа основна команда «Ниви» припинила участь у змаганнях через скрутний фінансовий стан, а її місце зайняв ФК «Бершадь». Тож команда «Нива-2» так і не була сформована й існувала лише на папері. Формально «Нива-2» провела один матч — 6 серпня 2005 на виїзді проти криворізького «Гірника» — на який вінничани не з'явилися та отримали технічну поразку. Після першого туру керівництво клубу ФК «Бершадь», який зайняв місце «Ниви» в першій лізі, звернулося з проханням про зняття «Ниви-2» зі змагань, що і було зроблено. Результат єдиного матчу «Ниви-2» був анульований.

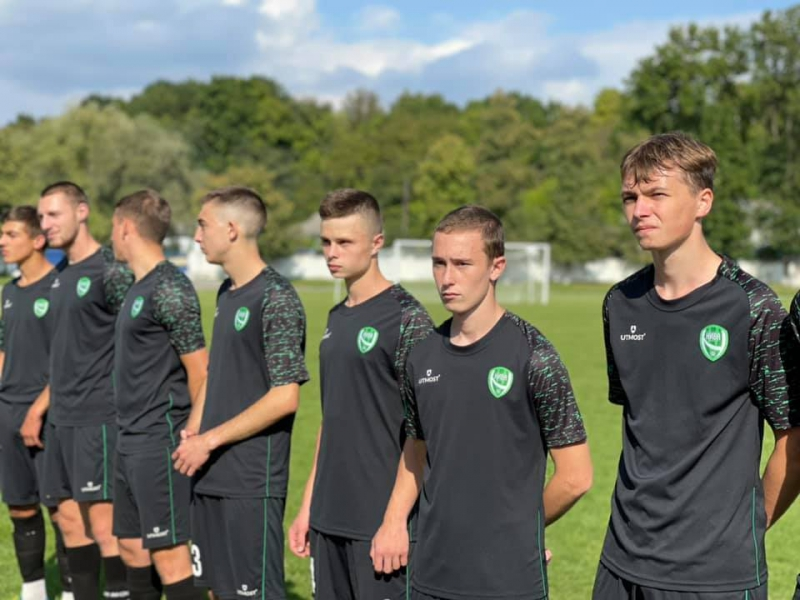
Гравці «Ниви-2» перед виїзним матчем проти «Яско» (Шаргород) у чемпіонаті області 2021/22

З поверненням «Ниви» на професійний рівень була відновлена й друга команда, яка стала виступати в чемпіонаті області. Сезон 2007/08 «Нива-Світанок-2» закінчила на останньому, 16-му, місці в чемпіонаті області. У сезоні 2008/09 «Нива-2» замінила в обласній вищій лізі шаргородський «ОЛКАР» і свого попередника «Ниву-Світанок-2». Втім, команда, яку очолював Олег Шумовицький, виступила невдало, знову посівши останнє, 18-те, місце. За підсумками сезону «Нива-2» припинила своє існування, а новим фарм-клубом «Ниви» у чемпіонаті області став клуб «КФКС-Нива-2».
У 2019 команду було відроджено за підтримки голови Вінницької обласної асоціації футболу Ірека (Ігоря) Гатаулліна, і вона одразу була заявлена на кубок області (формально замінивши «ЕМС-Поділля», початково під назвою «ЕМС-Поділля-Нива-2»). Основу дубля «Ниви» склали випускники футбольних шкіл Вінниці, зокрема, ДЮСШ Блохіна-Бєланова, «Прем'єр-Нива» та «Темп». У сезоні 2019/20 «Нива-2» заявилася до юніорського чемпіонату ПФЛ U-19, завершила перше коло лідером своєї групи, але змагання не відновилися навесні через пандемію Covid-19. Після двох сезонів у першості U-19 влітку 2021 команда повернулася до чемпіонату області, у незавершеному через російське вторгнення сезоні 2021/22 «Нива-2» посіла 7-ме місце з восьми команд. Узимку 2022/23 дублери «Ниви» виступали в чемпіонаті Вінницької області з футзалу під керівництвом Петра Анісіма.

## Стадіони
На професіональному рівні команда проводила домашні матчі на трьох стадіонах: Центральному міському, ЦПКіВ та «Хіміку».
Команда розпочала виступи влітку 1999 року на стадіоні Центрального парку культури і відпочинку (2076 місць), на якому провела 5 матчів чемпіонату та матч Кубку другої ліги. Середня відвідуваність матчів на цьому стадіоні склала 1050 глядачів. Останні матчі кожного з кіл (останній матч першого кола в листопаді та два останні матчі першого кола в червні) пройшли на стадіоні «Хімік», середня відвідуваність на якому складала 267 глядачів. Решту 7 матчів чемпіонату (зокрема, й всю весняну частину) команда зіграла на Центральному міському стадіоні (24 000 місць) — домашньому стадіоні вінницької «Ниви» (у 1999—2003 роках носила назва ФК «Вінниця»). Середня відвідуваність матчів клубу на головному стадіоні міста — 571 глядач.

## Досягнення
- Володар Кубка Вінницької області (1): 2002/03
- Бронзовий призер чемпіонату Вінницької області (2): 2002/03, 2003/04.

## Усі сезони

### За радянських часів
| Сезон  | Чемпіонат                       | Чемпіонат | Чемпіонат | Чемпіонат | Чемпіонат | Чемпіонат | Чемпіонат | Чемпіонат | Кубок | Кубок | Кубок | Кубок | Кубок | Кубок | Кубок | Примітка |
| Сезон  | Ліга                            | Місце     | І         | В         | Н         | П         | М         | О         | Етап  | І     | В     | Н     | П     | М     | О     | Примітка |
| ------ | ------------------------------- | --------- | --------- | --------- | --------- | --------- | --------- | --------- | ----- | ----- | ----- | ----- | ----- | ----- | ----- | -------- |
| 1965   | Дублери, 2 гр. кл. А 1 підгрупа | 6 з 16    | 30        | 12        | 10        | 8         | 30−26     | 34        | —     | —     | —     | —     | —     | —     | —     |          |
| 1966   | Дублери, 2 гр. кл. А 2 підгрупа | 11 з 18   | 34        | ?         | ?         | ?         | ?−?       | ?         | —     | —     | —     | —     | —     | —     | —     |          |
| 1967   | Дублери, 2 гр. кл. А 2 підгрупа | 16 з 20   | 38        | ?         | ?         | ?         | ?−?       | ?         | —     | —     | —     | —     | —     | —     | —     |          |
| 1968   | Дублери, 2 гр. кл. А 1 підгрупа | 13 з 21   | 40        | ?         | ?         | ?         | ?−?       | ?         | —     | —     | —     | —     | —     | —     | —     |          |
| Всього | Друга                           | 4 сезони  | 142       | ?         | ?         | ?         | ?−?       | ?         | —     | —     | —     | —     | —     | —     | —     |          |

За перемогу команда отримувала два очки.

### У незалежній Україні
| Сезон     | Чемпіонат     | Чемпіонат | Чемпіонат | Чемпіонат | Чемпіонат | Чемпіонат | Чемпіонат | Чемпіонат | Кубок | Кубок | Кубок | Кубок | Кубок | Кубок | Кубок | Примітка                            |
| Сезон     | Ліга          | Місце     | І         | В         | Н         | П         | М         | О         | Етап  | І     | В     | Н     | П     | М     | О     | Примітка                            |
| --------- | ------------- | --------- | --------- | --------- | --------- | --------- | --------- | --------- | ----- | ----- | ----- | ----- | ----- | ----- | ----- | ----------------------------------- |
| 1999/2000 | Друга Група А | 16 з 16   | 30        | 3         | 7         | 20        | 22−66     | 16        | —     | —     | —     | —     | —     | —     | —     |                                     |
| 2005/06   | Друга Група Б | 16 з 16   | 0         | 0         | 0         | 0         | 0−0       | 0         | —     | —     | —     | —     | —     | —     | —     | Знята зі змагань після першого туру |
| Всього    | Друга         | 2 сезони  | 30        | 3         | 7         | 20        | 22−66     | 16        | —     | —     | —     | —     | —     | —     | —     |                                     |

## Гравці

### На професіональному рівні
Значна частина гравців клубу паралельно з грою за команду в 1999—2000 роках виступали за ФК «Вінниця» (назва сучасного ФК «Нива» у 1999—2003 роках):
- Артур Бузіла, Валентин Вишталюк, Олександр Гайдаржи, Тарас Гамарник, Сергій Панченко, Володимир Сизончик та Володимир Яремко провели більшість матчів сезону в ФК «Вінниця» та лише епізодично виступали за «Ниву»;
- Віталій Поплавський, Ігор Ляхович, Олег Шумовицький, навпаки, провели більшість матчів за «Ниву» та лише епізодично виступали за ФК «Вінниця»;
- Андрій Вертетинський та Олександр Трапля були гравцями основного складу «Ниви» та виходили на заміну в складі ФК «Вінниця».

Повний список гравців, які виступали за клуб на професіональному рівні:
| №            | Футболіст                        | Дата народження | Країна   |
| Воротарі     | Воротарі                         | Воротарі        | Воротарі |
| ------------ | -------------------------------- | --------------- | -------- |
| 1            | Шумовицький Олег Сергійович      | 21 травня 1964  | Україна  |
| 1            | Мельничук Дмитро Володимирович   | 4 травня 1981   | Україна  |
| 1            | Гайдаржи Олександр Захарійович   | 27 вересня 1981 | Україна  |
| 12           | Головатий Олег Іванович          | 16 квітня 1979  | Україна  |
| Захисники    |                                  |                 |          |
| 2            | Матюк Сергій Олександрович       | 17 вересня 1978 | Україна  |
| 2            | Івашко Денис Петрович            | 30 березня 1979 | Україна  |
| 2            | Сизончик Володимир Володимирович | 1 січня 1981    | Україна  |
| 2            | Леонідов Юрій Анатолійович       | 7 березня 1978  | Україна  |
| 3            | Коваль Ігор Федорович            | 9 жовтня 1973   | Україна  |
| 3            | Підвальний Сергій Васильович     | 30 березня 1978 | Україна  |
| 4            | Шикір Олег Анатолійович          | 20 серпня 1971  | Україна  |
| 5            | Анісім Петро Петрович            | 31 січня 1977   | Україна  |
| 15           | Гайдай Віталій Петрович          | 5 квітня 1981   | Україна  |
| 15           | Оржеховський Павло Вікторович    | 12 березня 1981 | Україна  |
| 16           | Яремко Володимир Миколайович     | 27 жовтня 1972  | Україна  |
| 17           | Войтенко Сергій Михайлович       | 23 лютого 1978  | Україна  |
| Півзахисники |                                  |                 |          |
| 6            | Ляхович Ігор Анатолійович        | 22 травня 1978  | Україна  |
| 7            | Веретинський Олег Анатолійович   | 6 серпня 1978   | Україна  |
| 7            | Трапля Олександр Вікторович      | 20 травня 1981  | Україна  |
| 8            | Троян Володимир Володимирович    | 31 жовтня 1981  | Україна  |
| 9            | Мазур Юрій Анатолійович          | 25 серпня 1981  | Україна  |
| 9            | Гамарник Тарас Михайлович        | 6 лютого 1973   | Україна  |
| 10           | Аліферець Павло Геннадійович     | 14 липня 1980   | Україна  |
| 10           | Вишталюк Валентин Юрійович       | 23 липня 1978   | Україна  |
| 13           | Ямнич Руслан Васильович          | 15 травня 1979  | Україна  |
| 14           | Трамсюк Євгеній Вікторович       | 11 липня 1981   | Україна  |
| 14           | Бабік Віталій Віталійович        | 14 серпня 1980  | Україна  |
| 15           | Бузіла Артур Гаврилович          | 23 липня 1982   | Україна  |
| 16           | Телефус Олександр Олександрович  | 18 березня 1983 | Україна  |
| 17           | Ісаченко Костянтин Геннадійович  | 10 січня 1983   | Україна  |
| Нападники    |                                  |                 |          |
| 9            | Биковський Володимир Віталійович | 3 квітня 1979   | Україна  |
| 9            | Пранман Павло Вікторович         | 16 березня 1978 | Україна  |
| 10           | Ковалишен Олександр Васильович   | 6 серпня 1974   | Україна  |
| 10           | Панченко Сергій Васильович       | 13 серпня 1977  | Україна  |
| 11           | Веретинський Андрій Анатолійович | 9 квітня 1981   | Україна  |
| 11           | Поплавський Віталій Леонідович   | 25 лютого 1978  | Україна  |
| 14           | Лебідь Олександр Анатолійович    | 21 грудня 1981  | Україна  |
| 15           | Кудрявець Олег Валентинович      | 17 січня 1980   | Україна  |
| 17           | Дученко Іван Васильович          | 9 лютого 1983   | Україна  |
| 18           | Курносов Іван Олександрович      | 16 червня 1983  | Україна  |

### Відомі гравці
Низка гравців, що виступали за клуб за часів незалежності, грали у найвищих лігах України та інших держав, зокрема:
- Петро Анісім — після виступів за клуб грав у Прем'єр-лізі Казахстану за «Атирау», «Жетису», «Тараз» та «Екібастуз».
- Олександр Бессараб — під час виступів за «Ниву-2» дебютував у вищій лізі в складі «Ниви», пізніше грав за «Ворсклу», у Першій чеській футбольній лізі за «Опаву» та в Прем'єр-лізі Казахстану за «Актобе».
- Артур Бузіла — після виступів за клуб грав у азербайджанській Прем'єр-лізі за «Карат» (Баку).
- Андрій Веретинський — після виступів за клуб грав у вищій лізі Білорусі в складі «Ведрича-97» (Речиця).
- Олег Веретинський — мав досвід виступів у вищій лізі в складі вінницької «Ниви».
- Валентин Вишталюк — після виступів за клуб грав у Національному дивізіоні Молдови за «Ністру» (Атаки), в азербайджанській Прем'єр-лізі за «МКТ-Араз» (Імішлі) та вищій лізі Узбекистану за «Кизилкум» (Зарафшан).
- Ігор Коваль — мав досвід виступів у вищій лізі в складі вінницької «Ниви».
- Юрій Леонідов — мав досвід виступів у вищій лізі в складі запорізького «Металурга».
- Сергій Панченко — після виступів за клуб грав у вищій лізі Білорусі в складі «Локомотива» (Вітебськ).
- Сергій Підвальний — мав досвід виступів у вищій лізі в складі вінницької «Ниви».
- Олег Шикір — мав досвід виступів у вищій лізі в складі вінницької «Ниви».
- Володимир Яремко — мав досвід виступів у вищій лізі в складі вінницької «Ниви» та київського ЦСКА та в Словацькій Суперлізі в складі «Хемлона» (Гуменне), а після виступів за клуб грав у Прем'єр-лізі Казахстану за «Ордабаси» (Шимкент).

Серед гравців, які грали в складі команди «Локомотив-д» за радянських часів (1965—68 роки), також були такі, що виступали в клубах вищої ліги СРСР:
- Микола Артюх — після виступів за «Локомотив-д» грав за дніпропетровський «Дніпро».
- Василь Босий — після виступів за «Локомотив-д» грав за одеський «Чорноморець».
- Василь Мідес — після виступів за «Локомотив-д» грав за донецький «Шахтар».
- Володимир Поліканов — мав досвід виступів за московський «Спартак».
- Тарас Примак — мав досвід виступів за харківський «Авангард» та київське «Динамо».
- Валентин Трояновський — мав досвід виступів за київське «Динамо», а після виступів за «Локомотив-д» грав за одеський «Чорноморець».

## Рекорди
- Найбільша перемога в чемпіонаті — 2—0 («Динамо-3» (Київ), 22 серпня 1999 року, Вінниця).
- Найбільша поразка в чемпіонаті — 6—0 («Галичина» (Дрогобич), 26 вересня 1999 року, Дрогобич); 0—6 («Буковина» (Чернівці), 25 червня 2000 року, Вінниця).
- Найвища відвідуваність домашнього матчу — 1500 («Динамо-3», 22 серпня 1999).
- Середня відвідуваність домашніх матчів — 667 (сезон 1999/2000).
- Найнижча відвідуваність домашнього матчу — 200 («Газовик» (Комарно), 17 червня 2000, та «Буковина» (Чернівці), 25 червня 2000).
- Найбільше матчів у чемпіонатах України — Віталій Поплавський та Олег Шикір (по 27 матчів).
- Найкращий бомбардир у чемпіонатах України — Віталій Поплавський та Володимир Троян (по 5 голів).